# هیجیری اوناگا
هیجیری اوناگا (انگلیسی: Hijiri Onaga؛ زادهٔ ۲۳ فوریهٔ ۱۹۹۵) بازیکن فوتبال اهل ژاپن است.